# 科林·奥尔雷德
科林·扎卡里·奥尔雷德（英語：Colin Zachary Allred，1983年4月15日—）是一位美国政治人物、律师和前职业橄榄球运动员，民主黨籍，現為德克萨斯州第32国会选区聯邦眾議員。
2023年5月3日，奥尔雷德在德克萨斯州宣布参选2024年德克薩斯州聯邦參議員选举。

## 外部連結
- Congressman Colin Allred （页面存档备份，存于） official U.S. House website
- Colin Allred for Congress （页面存档备份，存于）
- Tennessee Titans profile
- Baylor Bears profile
- C-SPAN內的頁面（英文）